# Servizio d'inchiesta sugli infortuni dei trasporti pubblici
Il servizio d'inchiesta sugli infortuni dei trasporti pubblici (SIII, in francese Service d'enquête sur les accidents des transports publics, SEA, in tedesco: Unfalluntersuchungsstelle für Bahnen und Schiffe, UUS) è stato un servizio del Dipartimento federale dell'ambiente, dei trasporti, dell'energia e della comunicazione svizzera.
Il SIII ha avuto il suo quartier generale a Berna, e gli uffici a Schlieren.
Dal 1º novembre 2011, Il SIII e l'Ufficio d'inchiesta sugli infortuni aeronautici (UIIA) si unirono per formare il Servizio d'inchiesta sugli infortuni svizzera (SESA).